# Il diavolo sciancato
Il diavolo sciancato (The Mad Genius) è un film del 1931 diretto da Michael Curtiz.
È un film drammatico a sfondo horror e romantico statunitense con John Barrymore, Marian Marsh e Charles Butterworth. È basato sull'opera teatrale del 1929  The Idol di Martin Brown.

## Produzione
Il film, diretto da Michael Curtiz su una sceneggiatura di J. Grubb Alexander e Harvey F. Thew e un soggetto di Martin Brown (autore dell'opera teatrale), fu prodotto dalla Warner Bros. e girato dal 9 marzo 1931.

## Distribuzione
Il film fu distribuito con il titolo The Mad Genius negli Stati Uniti dal 7 novembre 1931 al cinema dalla Warner Bros.
Altre distribuzioni:
- in Svezia il 4 maggio 1932 (Hans onda genus)
- in Danimarca il 27 maggio 1932 (Kokain)
- in Finlandia il 12 marzo 1933 (Ihminen vai paholainen)
- in Spagna (El ídolo)
- in Argentina (El genio loco)
- in Italia (Il diavolo sciancato)

### Critica
Secondo Leonard Maltin è un "film bizzarro e piacevole con una divertente Butterworth".